# HATS-3
HATS-3 är en ensam stjärna i södra delen av stjärnbilden Stenbocken. Den har en skenbar magnitud av ca 14,0 och kräver ett kraftfullt teleskop för att kunna observeras. Baserat på parallax enligt Gaia Data Release 3 på ca 2,36 mas, beräknas den ligga på ett avstånd av ca 1 380 ljusår (ca 424 parsec) solen. Den rör sig närmare solen med en heliocentrisk radialhastighet av ca -22 km/s. En mångfaldsundersökning 2016 upptäckte en tänkbar följeslagare till HATS-3, som ligger separerad med 3,671 ± 0,016 bågsekunder.

## Egenskaper
HATS-3 är en gul till vit stjärna i huvudserien av spektraltyp F. Den har en massa av ca 1,2 solmassa, en radie av ca 1,4 solradie och en effektiv temperatur av ca 6 400 K. Stjärnan är relativt utarmad i dess koncentration av tunga grundämnen, med ett Fe/H-metallicitetsindex på -0,157 ± 0,07.

## Planetsystem
År 2013 upptäcktes en exoplanet, HATS-3b, i en snäv, nästan cirkulär omloppsbana. Planetbanan för HATS-3b är sannolikt i linje med stjärnans ekvatorialplan, med en felinställningsvinkel på 3 ± 25°. Den planetariska jämviktstemperaturen är 1 643 K.
| Planet | Massa          | Halv storaxel (AE) | Siderisk omloppstid (d) | Excentricitet | Inklination       | Radie            |
| ------ | -------------- | ------------------ | ----------------------- | ------------- | ----------------- | ---------------- |
| b      | 1,10 ± 0,18 MJ | 0,04852 ± 0,00053  | 3,547851 ±              | <0,30 ±       | 86,20 +0,30−1,20° | 1,381 ± 0,035 RJ |